# Commissaire européen

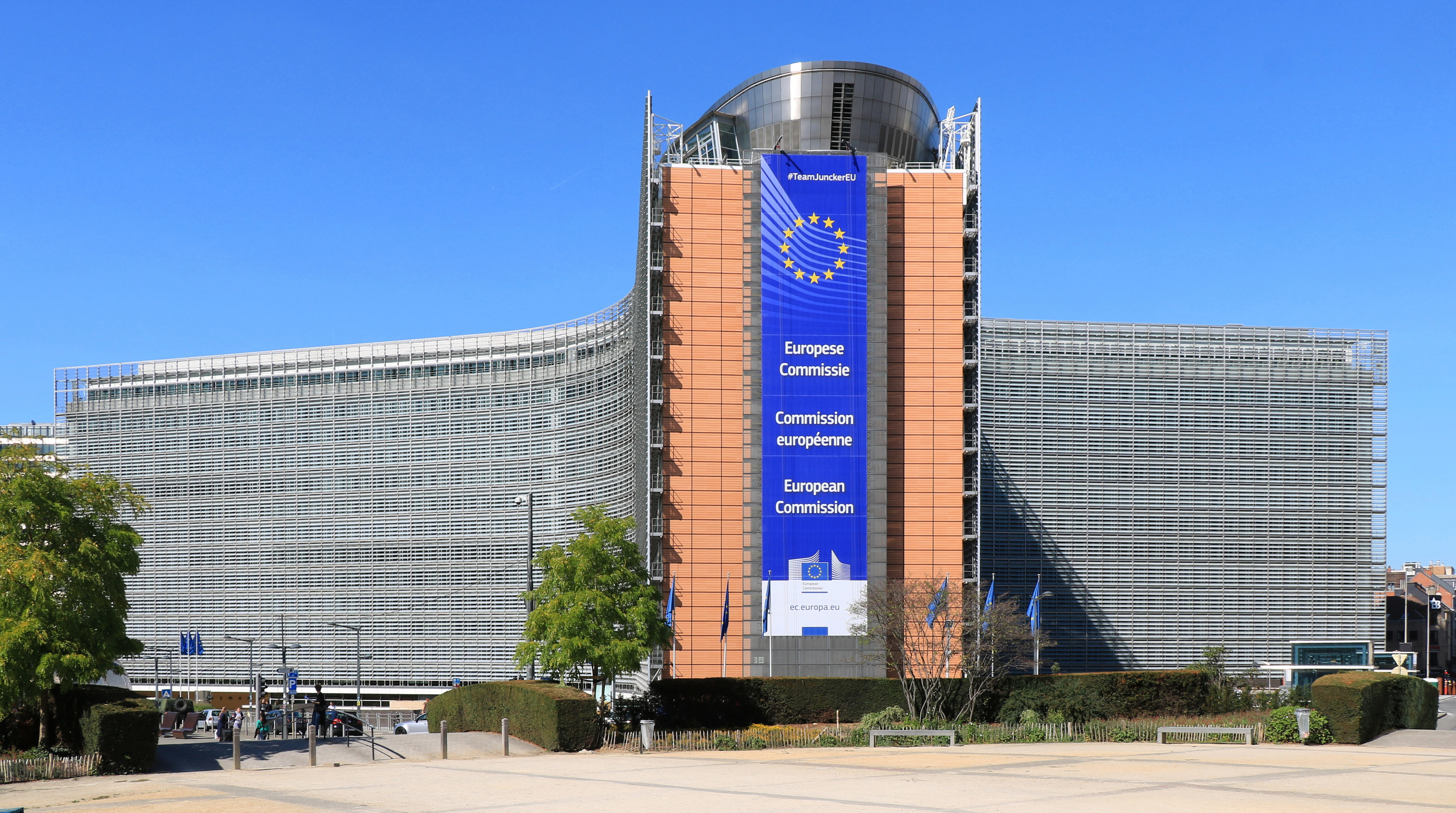
Siège de la Commission européenne à Bruxelles (bâtiment Berlaymont).

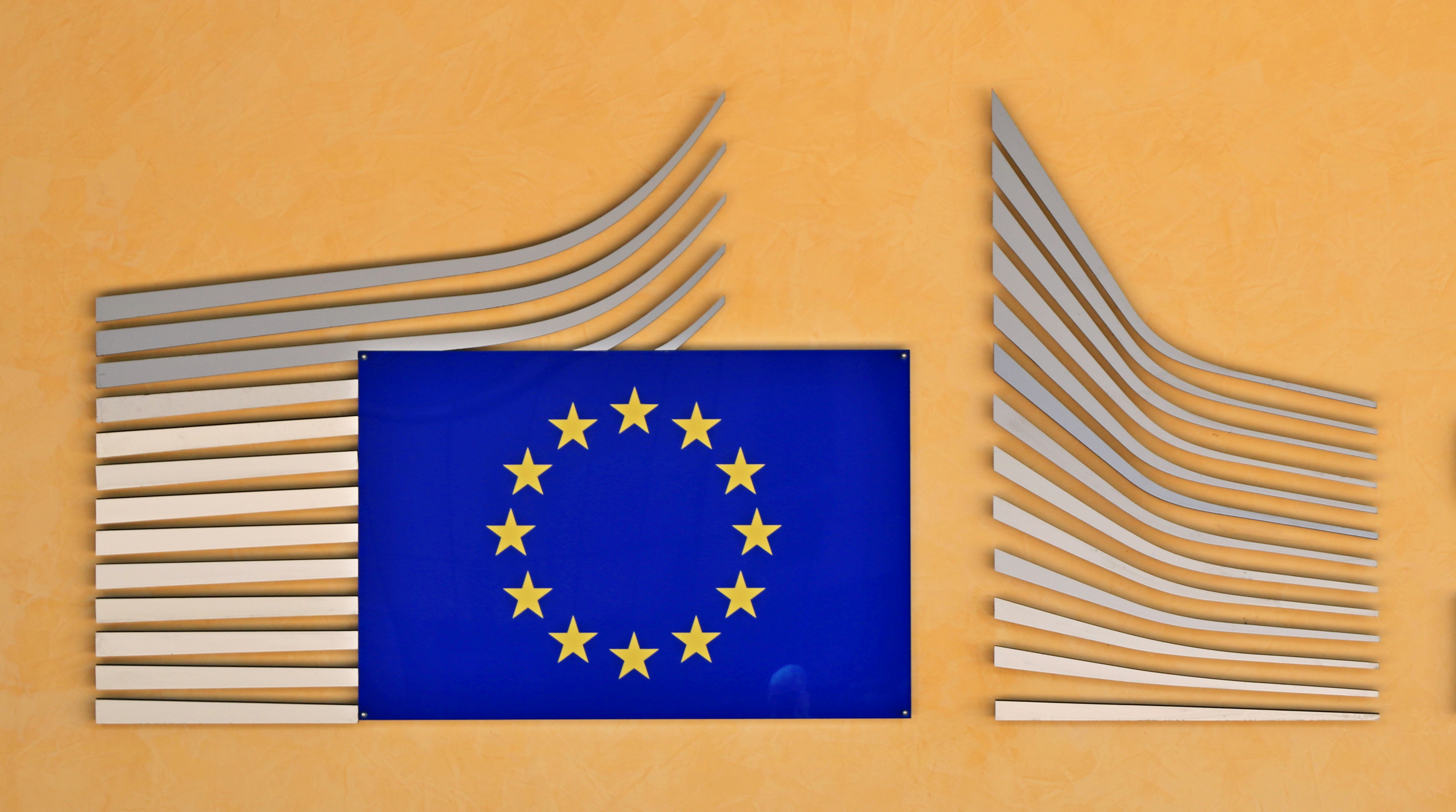
Logo de la Commission européenne à l'entrée du Berlaymont.

Un commissaire européen est un membre de la Commission européenne, l'institution de l'Union européenne détentrice du pouvoir exécutif au côté des états membres et chargée de veiller au respect du droit de l'Union. À chaque commissaire est attribuée une aire de responsabilité politique au sein de la Commission, dont la détermination et la répartition sont effectuées par son président, bien qu'il puisse y avoir des commissaires sans portefeuille. Tous, dont le président de la Commission, le haut représentant de l'Union pour les affaires étrangères et la politique de sécurité et les vice-présidents qu'il peut nommer, se réunissent dans le Collège des commissaires. Il y a actuellement autant de commissaires que d'États dans l'Union, bien que les traités ne l'imposent pas (soit 27, dont le président).
Un clair parallélisme peut être établi, en gardant certaines distances, entre respectivement le président de la commission et les commissaires européens d'une part et les chefs de gouvernement et les ministres nationaux d'autre part.

## Histoire
Jusqu'en 2004, les plus grands États membres avaient deux commissaires à la Commission et les plus petits États n'en avaient qu'un. Du fait des élargissements qui entrainaient une augmentation de la taille de l'institution, les plus grands États membres perdirent leur second commissaire après l'élargissement de l'Union européenne de 2004 et l'application du traité de Nice sur la désignation de la nouvelle Commission Barroso.
Le traité de Nice spécifiait aussi que, dès lors que le nombre de commissaires atteindrait 27, le nombre de commissaires devait être « inférieur au nombre d'États membres ». Le nombre exact de commissaires devait alors être décidé à l'unanimité par le Conseil européen et ses membres devaient tourner de manière égale entre les États membres. Après l'adhésion de la Roumanie et de la Bulgarie, en janvier 2007, cette clause entra en vigueur pour la commission suivante (désigné après les élections européennes).
Le projet de Constitution européenne prévoyait que le nombre de commissaires devait égaler les deux tiers du nombre d'États membres. Ceci pouvait être changé par un vote du Conseil européen, au cas où cela aurait été trop important à l'avenir. Bien qu'elle ne fut pas ratifiée, ses changements furent repris par le traité de Lisbonne, à son article 17.5. Cependant, faute d'accord unanime sur le nombre de commissaires, le Conseil revient sur ses positions antérieures avec un commissaire par État Membre.
Parmi les autres changements apportés par le traité de Lisbonne se trouve la création du poste de Haut Représentant de l'Union pour les affaires étrangères et la politique de sécurité par la fusion de la fonction de Commissaire européen aux relations extérieures (Commission) avec le Haut Représentant de l'Union pour les affaires étrangères et la politique de sécurité (Conseil). Le nouveau Haut Représentant devint un Vice-président de la Commission européenne ex-officio et siège au Conseil de l'Union européenne lorsque les ministres des Affaires étrangères se rencontrent,.

## Début et fin de la fonction

### Nomination
Chaque commissaire est proposé, en fonction des recommandations de son État membre d'origine, par le président de la Commission au Conseil européen qui propose à son tour au Parlement européen un collège de commissaires. Les commissaires doivent être choisis « en raison de leur compétence générale et de leur engagement européen et parmi des personnalités offrant toutes garanties d'indépendance » (article 17 TUE). L'attribution des portefeuilles (voir § "Commissaires avec portefeuilles" ci-dessous) se fait à la discrétion du président de la Commission. Chaque commissaire proposé fait l'objet d'une audition publique devant les commissions compétentes du parlement européen. À l'issue de ces auditions, le parlement se prononce sur l'ensemble du collège soumis à son approbation. Afin d'obtenir cette approbation, le président peut être amené à remanier la composition du collège des commissaires. Le Parlement ne peut voter contre un seul commissaire de sorte qu'un compromis est fréquemment recherché par lequel les candidats les plus contestés sont remplacés tandis que les objections mineures sont mises de côté. Une fois l'équipe approuvée par le Parlement, elle est formellement désignée par le Conseil européen à la majorité qualifiée (article 17-7 TUE).
Bien que les membres de la Commission soient proposés chacun par un État membre, ils ne représentent pas leur État d'origine ; ils doivent agir dans l'intérêt européen. En principe, un État membre désigne une personnalité appartenant au parti politique en place au gouvernement bien qu'il y ait des exceptions ; ainsi l'Irlandais Richard Burke (du parti politique Fine Gael) a été désigné par le Taoiseach Charles Haughey (de Fianna Fáil). Lorsque les gros États membres disposaient de deux sièges de commissaire, ils revenaient souvent aux deux partis dominants comme c'était notamment le cas au Royaume-Uni).
Le Président du Parlement européen Jerzy Buzek proposa en 2010 que les commissaires soient élus directement. Ils seraient placés par leurs États membres en tête des listes aux élections européennes. Cela leur donnerait individuellement, mais aussi à l'institution dans son ensemble, un mandat démocratique.

#### Serment
Chaque membre doit prêter serment, officiellement devant la Cour de justice de l'Union européenne, c'est la Déclaration solennelle devant la Cour de justice de l'Union européenne. Le serment qui a été prononcé sous la seconde Commission Barroso est le suivant :

« Nommé membre de la Commission européenne par le Conseil européen, après le vote d’approbation du Parlement européen, je m’engage solennellement : à respecter les traités et la Charte des droits fondamentaux de l’Union européenne dans l’exécution de toutes mes fonctions ; à exercer mes responsabilités en pleine indépendance, dans l’intérêt général de l’Union ; dans l’exécution de mes tâches, à ne solliciter ni accepter d’instructions d’aucun gouvernement, institution, organe ou organisme ; à m’abstenir de tout acte incompatible avec le caractère de mes fonctions ou l’exécution de mes tâches.
Je prends acte de l’engagement de chaque État membre de respecter ce caractère et de ne pas chercher à influencer les membres de la Commission dans l’exécution de leurs tâches.
Je m’engage, en outre, à respecter, pendant la durée de mes fonctions et après la cessation de celles-ci, les obligations découlant de ma charge, notamment les devoirs d’honnêteté et de délicatesse quant à l’acceptation, après cette cessation, de certaines fonctions ou de certains avantages. »

En décembre 2009, la Charte des droits fondamentaux entra en vigueur et la commissaire à la justice Viviane Reding proposa que les commissaires promettent de la respecter. La seconde Commission Barroso s'est rendue à la Cour de Justice le 3 mai 2010 pour prêter pour la première fois un tel serment.

### Cessation de la fonction
Les commissaires voient leur fonction prendre fin en cas de :
- fin du mandat de la Commission dans laquelle ils siègent ;
- démission volontaire, décès ou incapacité après analyse de la Cour de justice de l'Union européenne ;
- démission forcée, individuelle ou collective, à la demande du président de la Commission ;
- adoption d'une motion de censure par le Parlement européen, approuvé à la majorité des deux tiers de ses députés (cf. Responsabilité).

Les commissaires démissionnaires assurent le fonctionnement normal de leur charge jusqu'à ce qu'un remplaçant soit désigné, ou, s'il s'agit d'une démission collective du Collège, jusqu'à la nomination d'une nouvelle Commission suivant la procédure normale. Les commissaires en fonction se limiteront à assurer le fonctionnement ordinaire de son portefeuille et prendront éventuellement des mesures d'urgence si elles venaient à être nécessaires. Il s'abstiendra aussi, dans la mesure du possible, de tout comportement qui pourrait conditionner de manière trop importante l'action de son successeur.

## Responsabilité
En plus d'approuver la nouvelle Commission, le Parlement européen a aussi le pouvoir de forcer la démission de la totalité de la Commission par un vote, à la majorité des membres du parlement et des deux tiers des suffrages exprimés (TUE 17-8, TFUE 234). Bien que ce pouvoir n'eût pas encore été utilisé, il menaça de lancer la procédure sous la présidence de Jacques Santer en 1999 laquelle faisait l'objet d'allégations de corruption. En réponse, la Commission Santer démissionna d'elle-même dans son ensemble, c'est la seule fois où une Commission agit ainsi.

## Commissaires
Sans préjudice des fonctions qui correspondent collectivement au Collège et à la Commission en tant qu'institution communautaire, il existe des fonctions déterminées, à caractère individuel et privatif, attribuées à chaque commissaire. Ces dites fonctions sont habituellement liées à une ou plusieurs Directions générales et, dans ce cas, à des services dans le cadre de responsabilité du commissaire. Ces structures et unités administratives conforment les départements de la Commission, qui conjointement à la mission politique qui est attribuée au Commissaire responsable, lesquelles se désignent symboliquement comme « portefeuilles », expression qui identifie les responsabilités concrètes des commissaires dans la politique communautaire à l'instar des ministres nationaux.
L'établissement, la configuration, la modification, la structure et le contenu politique des portefeuilles sont la compétence exclusive du président de la Commission qui les établit et les attribue librement à ses commissaires, tout en ayant la possibilité de les modifier ou d'en changer les titulaires à tout moment. De même avec les vice-présidents qui sont créés et supprimés par le Président, et chaque titulaire exerce les fonctions spécifiques déléguées par ce dernier. Tout ceci sans préjudice des responsabilités spécifiques du Haut Représentant et du Vice-président de la Commission au sein de celle-ci, ce qui inclut les relations internationales et la coordination de l'action extérieure du Collège.

### Vice-président
La responsabilité politique additionnelle attribuée à un commissaire qui est aussi vice-président de la Commission est limitée et se traduit principalement par un poids plus important en politique interne qu'en fonctions supplémentaires dans les portefeuilles correspondants (sauf pour le Haut Représentant), bien qu'il puisse exister une exception notable, celle du Premier vice-président. Celui-ci se voit attribuer, en plus d'une claire supériorité hiérarchique au sein du Collège, quelques responsabilités supplémentaires qui peuvent être rapprochées d'une structure administrative propre et d'un « portefeuille » en créant une authentique vice-présidence exécutive.
Son existence est potestative, même si tous les présidents ont jusqu'à présent fait usage de ce pouvoir de nomination de vice-présidents en en détachant un pour le placer au-dessus des autres, le Premier vice-président. Quand il n'y a pas de Premier vice-président, il distingue sa responsabilité par l'établissement d'une direction générale de la communication.

### Commissaires avec portefeuilles

#### Portefeuilles actuels
| Domaines                                                            | Explications |
| ------------------------------------------------------------------- | --- |
| Affaires économiques et monétaires                                  | Le commissaire aux Affaires économiques et monétaires est responsable des affaires économiques de l'Union dont l'euro ; il est souvent combiné avec un portefeuille similaire. Il y eut des appels au renforcement de ce portefeuille économique : ainsi, Ségolène Royal suggéra un gouvernement économique pour l'eurozone et au début de la première Commission Barroso l'Allemagne suggéra un « super-commissaire » économique - qui verrait un changement de sa position. Cette idée fut abandonnée mais, en réponse, le Commissaire à l'industrie et aux entreprises fut renforcé. |
| Affaires intérieures et à la Citoyenneté                            | Le poste de commissaire aux affaires intérieures a été créé en 2010 par division du portefeuille Justice, liberté et sécurité en un poste orienté vers la sécurité et un autre orienté sur les droits civils (comme concession faite aux libéraux). |
| Affaires maritimes et Pêche                                         | Le commissaire aux Affaires maritimes et à la pêche est responsable des politiques telles que la Politique commune de la pêche, qui est plus de la compétence de l'Union que des États membres. L'Union a 66 000 km de littoral et la plus grande zone économique exclusive du monde avec 25 millions de km². Le 7 juin 2006 la Commission publia un livre vert en faveur d'une politique maritime et les consultations se sont terminées en juin 2007. Le document posait un certain nombre de questions telles le développement durable, la protection de l'environnement, la connaissance et l'emploi, la technologie et les ressources, la sécurité côtière et le tourisme, le soutien financier et l'héritage. La Commission fut critiquée en mai 2007 alors qu'elle ne pénalisa pas les pêcheurs français qui ont surpêché le thon rouge, pourtant en danger, à hauteur de 65 % alors que les pêcheurs irlandais s'étaient fait pénaliser pour la sur-pêche du maquereau. |
| Agriculture et Développement rural                                  | Le commissaire pour l'agriculture et le développement rural est chargé des problèmes ruraux notamment la Politique agricole commune (PAC) qui représente 44 % du budget européen. Sous les Commissions Jenkins et Thorn le poste était combiné à la Pêche. La direction générale affiliée est la Direction générale de l'agriculture et du développement rural. |
| Action pour le climat                                               | Le commissaire pour l'action climatique a été créé en 2010 à partir du portefeuille environnemental pour se centrer sur la lutte contre le changement climatique. |
| Commerce                                                            | Le commissaire au commerce est responsable de la politique extérieure de l'Union. En raison de la taille de l'économie européenne, qui est le plus grand marché au monde et qui représente une importante partie du commerce mondial, cette position peut être très importante lorsqu'il s'agit de traiter avec les autres puissances économiques mondiales telles que la Chine ou les États-Unis. L'ancien commissaire Leon Brittan commenta qu'« il est plus important que la plupart des postes dans les cabinets nationaux ». Le Commissaire mène l'Europe devant les organisations telles que l'Organisation mondiale du commerce (OMC). Les conclusions de l'OMC après l'échec du cycle de Doha furent contentieuses, l'UE ne souhaitant pas mettre fin aux subventions agricoles sans que les États-Unis fassent de même. La direction générale affiliée est la Direction générale du commerce. |
| Concurrence                                                         | Le commissaire à la concurrence est responsable de la concurrence commerciale, des fusions d'entreprise, des cartels, des subventions étatiques, et du droit de la concurrence. Ce poste devint l'unique autorité de fusion de l'Espace économique européen en septembre 1990. Le commissaire à la concurrence est l'un des postes les plus importants de la Commission et est notable pour son effet sur les compagnies internationales. Par exemple le commissaire peut mener un certain nombre d'actions contre les comportements anticoncurrentiels ; tel que le cas contre la fusion de Sony - BMG, contre Apple Inc. concernant iTunes, le cas contre Microsoft et en particulier la tentative de fusion de GE-Honeywell en 2001. |
| Coopération internationale, Aide humanitaire et Réaction aux crises | Le commissaire à la coopération internationale, l'aide humanitaire et réaction aux crises a été créé sous la seconde Commission Barroso en 2010. Il s'occupe des problèmes de désastres humanitaires et de l'aide humanitaire : l'UE est le plus grand fournisseur d'aide au monde. |
| Développement                                                       | Le commissaire au développement s'occupe de promouvoir le développement soutenable dans les régions qui en sont privées (telles que les pays ACP et les territoires spéciaux de l'Union). Ce poste incorporait précédemment l'aide humanitaire. La direction générale correspondante est la Direction générale du développement. |
| Éducation, Culture, Multilinguisme et Jeunesse                      | Le commissaire à l'éducation, à la culture, au multilinguisme et à la jeunesse est responsable des politiques liées à l'éducation et la formation, la jeunesse, le sport, la société civile, la culture, la traduction, l'interprétation et des relations avec l'Office des publications de l'Union européenne. La fonction s'est élargie depuis la Commission Prodi et l'ajout de formation et multilinguisme (la direction générale s'appelle toujours Direction générale à l'éducation et à la culture). Quand la Roumanie rejoignit l'Union en 2007, le multilinguisme fut remis au nouveau commissaire roumain. À sa place le portefeuille incluait la jeunesse, le sport et la société civile. Le multilinguisme fut réintroduit en 2010 lors de la seconde Commission Barroso. La commission est devenue de plus en plus active en matière d'éducation. Le programme Erasmus, établi en 1987, est un programme d'échange étudiant promouvant la mobilité des étudiants dans les universités européennes. Le processus de Bologne vise à créer un espace européen de l'enseignement supérieur ou les diplômes académiques pourraient être reconnus. L'Institut européen d'innovation et de technologie promeut la recherche universitaire. |
| Emploi, Affaires sociales et Insertion                              | Le commissaire chargé de l'emploi, des affaires sociales et de l'inclusion est responsable des questions relatives à l'emploi, à la discrimination et aux affaires sociales telles que le bien-être. Le poste a connu diverses altérations ; sous la première Commission Barroso, il était appelé Emploi, Affaires sociales et Égalité des chances. |
| Énergie                                                             | Le commissaire à l'énergie est responsable de la politique énergétique de l'Union européenne ainsi que des questions nucléaires (Euratom). La direction générale de ce portefeuille est la Direction générale de l'énergie (jusqu'en 2010 : Direction générale de l'énergie et des transports). L'UE soutien activement le protocole de Kyoto qui est signé par ses membres. En mars 2007 l'Union prit la décision de réduire ses émissions de CO2 de 20 % d'ici 2020. Il y a aussi le désir de réduire sa dépendance vis-à-vis de la Russie à la suite des différends qu'elle rencontre avec la Biélorussie et l'Ukraine (cf. le conflit énergétique russo-biélorusse et les conflits gaziers russo-ukrainiens). En avril 2007, cinq États du sud de l'Europe signèrent un accord visant à construire un pipeline de la mer Noire à l'Italie ce qui permettrait de diversifier les sources énergétiques. |
| Élargissement et Politique de voisinage                             | Le commissaire à l'élargissement et à la politique européenne de voisinage est impliqué dans la politique étrangère envers les plus proches voisins de l'Union. Le portefeuille lié aux élargissements a été créé à partir des fonctions liées à la politique étrangère régionale. En particulier le poste de la Commission Santer pour les relations avec les pays d'Europe centrale et orientale car ceux-ci commençaient à faire leur demande d'adhésion à l'Union. L'élément « politique de voisinage » a été créé en 2004 comme partie du portefeuille « Relations extérieures ». Quand le portefeuille de Haut Représentant fut créé en 2009, la politique de voisinage fut transférée au « Commerce » puis aux élargissements en 2010 sous la seconde Commission Barroso. |
| Environnement                                                       | Le commissaire pour l'environnement est responsable de la protection de l'environnement de l'Union européenne. Les actions spécifiques liées au changement climatique sont sous la responsabilité du commissaire pour l'action climatique depuis 2010. L'UE a fait un certain nombre de manœuvres environnementales, partiellement en ce qui concerne le changement climatique. Elle a aussi signé le protocole de Kyoto en 1998, installé le système d'échange de quotas d'émission en 2005 et a unilatéralement décidé de réduire ces émissions de 20 % en 2020 (cf. Politique énergétique de l'Union européenne). Parmi les autres politiques se trouve Natura 2000 : un réseau étendu et prospère de sites de conservations de la nature ; la directive enregistrement, évaluation et autorisation des produits chimiques exigeant que les produits chimiques largement utilisés fassent l'objet de test de sécurité ; et la directive-cadre sur l'eau assurant que la qualité de l'eau atteigne les standards les plus hauts. |
| Fiscalité et Union douanière, Audit et Lutte antifraude             | Le commissaire à la fiscalité, à l'union douanière, à l'audit et à la lutte antifraude est responsable de l'union douanière de l'Union européenne et la politique fiscale. L'Union européenne a une union douanière depuis la création de la Communauté économique européenne et cette union s'étend sur certains États non-membres de l'Espace économique européen et la Turquie, l'Andorre et Saint-Marin. Depuis 2010 il est responsable des audits (budgétaires, audit interne, contre les fraudes) : en particulier le Service d'audit interne et l'Office européen de lutte antifraude. |
| Haut Représentant                                                   | Le Haut Représentant est devenu un commissaire depuis le 1er décembre 2009, remplaçant le commissaire aux relations extérieures. Bien que les autres fonctions liées aux relations extérieures continuent d'exister, telles que le commerce, le Haut Représentant occupe la principale fonction concernant les affaires étrangères de l'UE. |
| Industrie et Entrepreneuriat                                        | Le commissaire à l'Industrie et à l'Entrepreneuriat est un poste qui a été élargi sur la base du portefeuille Entreprise et Société de l'information de la Commission Prodi pour inclure l'industrie. Au début de la première Commission Barroso, l'Allemagne, soutenu par la France et le Royaume-Uni suggéra un « super-commissaire » pour atteindre la compétitivité économique. Bien que rejetée, l'idée a pourtant été reprise par Verheugen, puisque le portefeuille « Industrie et Entreprise » a été élargi et est devenu un vice-président. En tant que commissaire, Verheugen indiqua aussi que son but était d'augmenter la compétitivité de l'Europe. Il y a parallèlement un commissaire à la Concurrence qui s'occupe de la concurrence entre les entreprises en Europe. Cependant, de par le nombre de portefeuilles économiques, il y a un certain degré de superposition qui aurait prétendument été une source de difficultés car il n'aurait pas pu licencier les directeurs généraux. Ce commissaire siège au Conseil des commissaires pour la compétitivité et est le vice-président du Groupe des Commissaires pour la stratégie de Lisbonne. Ce commissaire est censé être le représentant européen du Conseil économique transatlantique. La direction générale correspondante est la Direction générale des entreprises et de l'industrie. |
| Justice, Droits fondamentaux et Citoyenneté                         | Le commissaire pour la justice, les droits fondamentaux et la citoyenneté a été créé en 2010 par division du portefeuille Justice, liberté et sécurité en deux postes dont l'un est orienté sur la sécurité, l'autre sur les droits civils (en concession accordée aux libéraux). |
| Marché intérieur et Services                                        | Le commissaire chargé du marché intérieur et des services s'occupent du développement d'un marché unique européen fort de 500 millions d'habitants, promouvant la libre circulation des personnes, des biens, des services et des capitaux. La direction générale correspondante est la Direction générale du Marché intérieur et des services qui est liée à l'Office de l'harmonisation dans le marché intérieur. Frits Bolkestein (Pays-Bas) fut commissaire sous la Commission Prodi de 1999 à 2004. En plus de détenir le portefeuille marché intérieur, il détenait aussi le portefeuille Fiscalité et Union douanière. Bolkestein est plus connu pour la Directive Services, communément appelée « Directive Bolkestein ». La directive avait pour but de permettre à une entreprise d'un des États membres de recruter des travailleurs d'un autre État membre sous le droit de l'État d'origine de la compagnie. Son but était de favoriser le développement du marché intérieur pour les services, qui était en retard par rapport aux biens. Cependant, il y eut beaucoup de préoccupations quant à son effet sur les standards sociaux et le bien-être, déclenchant une concurrence entre les différentes parties de l'Europe. Ceci conduisit à d'importantes protestations à travers l'Union. Les eurodéputés trouvèrent un compromis au texte initial et le Parlement l'adopta le 12 décembre 2006, deux ans après que Bolkestein ne cesse ses fonctions, sous la Commission Barroso I. |
| Politique régionale                                                 | Le commissaire chargé de la politique régionale, parfois commissaire aux Affaires régionales, est responsable de la direction de la politique régionale de l'UE qui représente un tiers du budget de l'Union ; cela inclut les Fonds structurels européens et l'Instrument d'aide de préadhésion. La direction générale affiliée est la Direction générale de la politique régionale. |
| Programmation financière et Budget                                  | Le commissaire à la programmation financière et au budget est responsable du budget de l'Union européenne et des questions financières qui y sont liées à l'exception de la décharge budgétaire. Auparavant simplement pour le budget, ce poste s'est étendu sous la Commission Prodi pour inclure la programmation financière. La direction générale affiliée est la Direction générale du budget. Sous le commissaire Grybauskaitė, le budget 2008 de 121,6 milliards d'euros du Commissaire proposa pour la première fois de financer la croissance durable à hauteur de 57,2 milliards d'euros soit plus que de la Politique agricole commune (56,3 milliards d'euros), traditionnellement la plus grande source de dépense dans l'Union. Il y aurait une augmentation des fonds de cohésion, énergie et transports de 14 %, la recherche de 11 % et l'apprentissage à long terme de 9 %. Il y aurait aussi une augmentation du budget administratif, de l'aide au Kosovo et aux institutions palestiniennes et des fonds pour le projet Galileo. |
| Recherche, Innovation et Science                                    | La fonction de commissaire chargé de la recherche, de l'innovation et de la science a évolué dans sa dénomination en fonction des Commissions. Ainsi, sous la première Commission Barroso elle était appelée Science et recherche, sous la Commission Prodi simplement Recherche, sous Santer il s'agissait de Recherche, science et technologie et sous Delors elle était combinée à d'autres en Industrie, technologie de l'information, science et recherche et plusieurs autres noms et combinaisons de noms auparavant. Le commissaire Potočnik avait pour objectif de créer l'Espace européen de la recherche. La direction générale affiliée est la Direction générale de la recherche. |
| Relations interinstitutionnelles et Administration                  | Le commissaire aux relations interinstitutionnelles et à l'administration est responsable de l'administration de la Commission, dont la direction des services internes de la Commission ; en particulier la consolidation des réformes administratives, du personnel et de l'administration, de l'école européenne et de la sûreté. Le commissaire est aussi responsable des départements suivant : la Direction générale des ressources humaines et de l'administration, l'office « gestion et liquidation des droits individuels », la Direction générale de l'informatique, l'Office « Infrastructures et logistique », et des relations avec l'Office européen de sélection du personnel. Avant 2010, il était aussi responsable de l'audit et de la lutte anti-fraude, qui est aujourd'hui fusionnée à la fiscalité, mais il devint responsable des relations avec les autres institutions de l'Union. |
| Santé et Protection des consommateurs                               | Le commissaire à la santé et à la protection des consommateurs est responsable des domaines de santé publique, animale, du bien-être et des affaires liés aux consommateurs. Entre 2007 et 2010 la fonction fut séparée en un Commissaire à la santé et un commissaire pour la protection des consommateurs - afin d'attribuer un portefeuille au nouveau commissaire bulgare. Sous la seconde Commission Barroso la fonction fut de nouveau fusionnée, puis à nouveau scindée en juillet 2013, au moment de l'entrée de la Croatie dans l'Union. La direction générale correspondante est la Direction générale à la santé et aux consommateurs |
| Stratégie numérique                                                 | Le commissaire chargé de la stratégie numérique, anciennement commissaire à la société de l'information et aux médias, est responsable des questions médiatiques et de l'information tel que les télécoms et les TIC. La commissaire Viviane Reding a mis en place une politique relativement populaire en cherchant à diminuer les frais d'itinérance des téléphones portables lors des voyages dans l'Union, indiquant que « pendant des années les frais d'itinérance sont restés élevés sans justification. Nous abordons donc une des dernières frontières au sein du marché intérieur de l'Europe ». Sa législation pour limiter les frais d'itinérance a été approuvé par le Parlement en avril 2007. Le 7 avril 2006 la Commission lança le nouveau domaine de premier niveau « .eu » pour les sites des entreprises de l'Union et pour les citoyens souhaitant avoir une adresse internet européenne. |
| Transports                                                          | Le commissaire au transport est responsable du développement des infrastructures de transport dans l'Union tel que les réseaux routiers et ferrés ainsi que des systèmes de navigation comme Galileo. |

#### Anciens portefeuilles
Certains portefeuilles ont été combinés et divisés sous les différentes présidences. Ci-dessous se trouvent quelques-uns des postes précédents qui ont depuis été abolis.
| Domaines                                                       | Explications |
| -------------------------------------------------------------- | --- |
| Affaires administratives, Audit et Anti-fraude                 | Le commissaire aux Affaires administratives, à l'audit et à l'anti-fraude a existé sous la première Commission Barroso et était responsable de l'administration interne de la Commission et les efforts anti-fraudes. Parmi ses tâches administratives se trouvent les services internes de la Commission ; en particulier le renforcement de la réforme administrative, le personnel et l'administration, l'école européenne et de la sécurité. Le commissaire est aussi responsable des départements suivants : direction générale des ressources humaines et de la sécurité, l'office « gestion et liquidation des droits individuels », la direction générale de l'informatique, l'Office « Infrastructures et logistique », et des relations avec l'Office européen de sélection du personnel. Ses autres responsabilités sont l'audit (décharge budgétaire, audit interne, la lutte anti-fraude) : en particulier le service d'audit interne et l'Office européen de lutte antifraude.                     |
| Réforme administrative                                         | Une position créée sous la Commission Prodi à la suite du scandale de corruption de la Commission Santer. |
| Agriculture et Pêcheries                                       | Il menait précédemment la Politique agricole commune (PAC) et la Politique commune de la pêche (PCP). Cette fonction a existé lorsque la PCP fut créée sous la Commission Jenkins et perdura jusqu'à la Commission Thorn quand elle fut divisée en Agriculture et développement rural et Affaires maritimes et pêches. |
| Stratégie de communication                                     | Le portefeuille de commissaire à la stratégie de communication de la première Commission Barroso exista entre 2004 et 2010 et était combiné au poste de relations inter-institutionnelles. Sous la seconde Commission Barroso, la fonction a été abandonnée car elle n'avait pas de pouvoir et faisait l'objet d'allégations de propagande. |
| Protection des consommateurs                                   | Le commissaire à la protection des consommateurs était responsable de la protection des consommateurs face aux entreprises entre 2007 et 2010. Le seul commissaire ayant tenu cette fonction était Meglena Kouneva (ALDE). Ce portefeuille spécifique a été créé lorsque la Bulgarie et la Roumanie ont rejoint l'Union européenne le 1er janvier 2007 à partir du portefeuille santé et protection des consommateurs. Cependant il est apparu pour la première fois sous la Commission Jenkins sous le nom d’Affaires liées aux consommateurs bien que ce soit sous la Commission Barroso qu'il devint un portefeuille indépendant. Contrairement au portefeuille « multilinguisme » qui avait été créé pour Leonard Orban, ce poste a été bien accueilli en raison de la taille importante du portefeuille combiné. La direction générale correspondante était pourtant fusionné au portefeuille santé. En 2010, sous la seconde Commission Barroso, la fonction fut à nouveau combinée au portefeuille santé. |
| Relations extérieures                                          | Le commissaire aux relations extérieures, connu comme commissaire aux relations extérieures et à la politique européenne de voisinage, traitait des affaires étrangères en général et représentait la Commission à l'étranger. Il occupait occasionnellement des responsabilités liées tels que les élargissements et la politique de voisinage, bien que la plupart du temps d'autres portefeuilles séparés mais proches de celui-ci existait tels que développement ou commerce. Précédemment, les relations extérieures était divisées en fonction de la position géographique des commissaires. Le 1er décembre 2009 ses responsabilités ont été fusionnées à celles du Haut représentant. |
| Énergie, Agence d'approvisionnement d'Euratom, SME et Tourisme | Une version étendue du portefeuille énergie n'ayant existé que sous la Commission Santer, incluant les éléments industries et tourisme. |
| Santé                                                          | Le commissaire à la santé a existé de 2007 à 2010 quand il fut séparé du portefeuille protection des consommateurs pour le nouveau commissaire bulgare. Ils furent réunis à nouveau en 2010 sous la seconde Commission Barroso. |
| Justice, Libertés et Sécurité                                  | Ce portefeuille était lié au troisième pilier : coopération policière et judiciaire en matière pénale. Le poste couvrait les domaines liées aux problèmes judiciaires, aux droits civils, égalité devant la loi, le contrôle de l'immigration, la police et la citoyenneté (cf. Espace de liberté, de sécurité et de justice). La direction générale correspondante était direction générale chargée de la justice, des libertés et de la sécurité. En concession aux libéraux, Barroso partagea le poste en 2010 en commissaire aux Affaires intérieures (aspect sécurité) et en commissaire à la Justice, aux Droits fondamentaux et à la Citoyenneté (aspect droits civils). |
| Multilinguisme                                                 | Le commissaire au multilinguisme était responsable de la politique linguistique de l'Union européenne, c'est-à-dire qu'il promouvait le multilinguisme parmi les citoyens et au niveau des institutions de l'Union. Ce poste a été créé en 2007 sous la première Commission Barroso et seul Leonard Orban occupa ce poste car il disparut en 2010 du fait de son imprécision. |

### Commissaires sans portefeuille
Il peut aussi exister des commissaires sans portefeuille ce qui consiste en ce qu'ils ne se voient pas attribuer de départements (directions générales et services) ou encore quelqu'un à qui le président confère une responsabilité politique ou fonctionnelle spécifique mais non administrative. C'est l'équivalent communautaire des ministres sans portefeuille.
Cette situation s'est présentée sous la Commission Prodi, quand, du fait de l'adhésion de 10 nouveaux États membres en 2004, la composition du collège est passée de 20 commissaires à 25 (un par État membre et la fin des deux commissaires pour les plus grands États). Les dix nouveaux commissaires furent, dans l'immédiat, associés aux anciens en qualité d'adjoints ou commissaires sans portefeuille.

## Influence
Un commissaire peut subir l'influence du personnel sous son contrôle. La fonction publique européenne est permanente tandis qu'un Commissaire est habituellement en fonction uniquement pendant 5 ans. Par conséquent, c'est le service qui connaît les travaux de la Commission et qui a des intérêts à long terme. Le fort leadership d'un commissaire, qui connaît les travaux attachés à son portefeuille, peut surmonter le pouvoir du service affilié.

## Salaire et avantages

### Commissaire européen
Le salaire de base du commissaire est établi à 112,5 % du plus haut niveau de la fonction publique européenne. Le salaire mensuel s'élève donc à 19 909,89 € net ,, plus de 25 000 euros brut  (à titre de comparaison, le président de la Commission européenne reçoit plus de 30 000 euros brut , le président de la République française près de 15 000 brut (voir Rémunération des acteurs institutionnels en France) et un ministre britannique près de 16 000 euros ).
Traitement de base mensuel : 23 202,23 € bruts par mois.
Indemnité mensuelle de représentation : 607,71 € bruts par mois.
Indemnité de résidence : 3 480,33 € bruts par mois. Elle représente 15% du traitement de base mensuel.
Indemnité de frais d'installations (pour les non-Belges) : 46 404,45 € bruts lors de la prise de fonction puis 23 202,23 € lors de la cessation des fonctions. A compter du 1er jour qui suit la cessation de ses fonctions, un ancien membre de la Commission européenne perçoit une indemnité transitoire mensuelle comprise entre 9 280,89 € et 15 081,45 €, selon la durée de son mandat.
Avantages : allocations familiales (jusqu'à 991,90 € par mois), remboursement des frais de mission, indemnité par journée entière de déplacement, indemnité transitoire après cessation de fonction.
A 65 ans révolus (présidents inclus), les anciens membres ont droit à une pension à vie. Son montant annuel ne peut excéder 70% du dernier traitement de base, soit 16 241,56 €. Un ancien commissaire peut donc percevoir jusqu'à 11 353,46 € par mois.

### Présidence de la commission européenne
Traitement de base mensuel : 28 461,40 € bruts par mois, soit 138% du traitement de base des fonctionnaires de l'Union européenne au plus haut grade. Les vice-présidents de la Commission perçoivent quant à eux 25 780,25 € bruts par mois.
Indemnité mensuelle de représentation : 1 418, 07 € bruts par mois pour le président de la Commission et 911,38 € pour les vice-présidents.
Indemnité de résidence : 4 269,21 € bruts par mois pour le Président de la Commission, et 3 867,04 € pour les vice-présidents.
Indemnité de frais d'installations : 56 922,79 € bruts lors de la prise de fonction puis 28 461,40 € lors de la cessation des fonctions pour le président de la Commission et 51 560,50 € bruts lors de la prise de fonction puis 25 780,25 € lors de la cessation des fonctions pour les vice-présidents.
Avantages : allocations familiales (1 216,72 € par mois pour le président, 1 102,11 pour les vice-présidents), remboursement des frais de mission, indemnité par journée entière de déplacement.

## Politisation

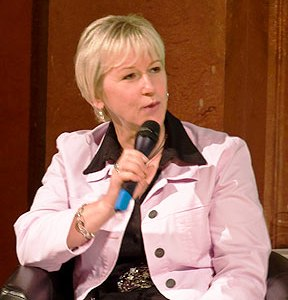
Margot Wallström a déclaré que l'UE devait devenir plus politique et controversée.

Les commissaires en exercice se doivent aussi de rester en dehors de la politique nationale afin de conserver leur indépendance. Cependant cette nécessité s'est peu à peu érodée avec la politisation de l'institution. Sous la commission Prodi, Ánna Diamantopoúlou (Emploi et Affaires sociales) quitta la commission pour participer aux élections grecques de 2004 et démissionna lorsqu'elle obtint un siège malgré la défaite de son parti. Romano Prodi fit campagne aux élections italiennes de 2001 alors qu'il était encore Président.
Louis Michel (Développement et aides humanitaires) annonça qu'il allait prendre un congé non payé pour participer aux élections belges de 2007. Bien qu'il se soit positionné pour ne pas être élu, la Commission du développement du Parlement européen demanda au service juridique du Parlement d'évaluer si sa participation violait les traités. Louis Michel affirma qu'une telle politisation reconnectait l'Union avec ses citoyens. La Commission révisa le code de conduite des commissaires leur permettant d'être des membres actifs des partis politiques ou des unions douanières. Pour participer aux campagnes électorales il leur est demandé de se retirer des travaux de la Commission pour la durée de celles-ci.
Ceci jette le doute sur leur indépendance, puisqu'un politicien quitte la scène nationale pour un ou deux mandats et y retourne avec un nouvel emploi. Leurs positions sont principalement dû à la nomination et au soutien des chefs des partis nationaux et des partis auxquels ils étaient affiliés ; ils cherchent donc souvent à retourner au sein de leur parti d'origine à la fin de leur fonction.
La politisation s'est exprimée jusqu'au soutien apporté par les commissaires à des candidats nationaux tels Neelie Kroes (Concurrence) soutenant Angela Merkel lors des élections allemandes de 2005 et Margot Wallström (Relations interinstitutionnelles et Administration) soutenant Ségolène Royal à l'élection présidentielle française de 2007. Wallström défendit sa position en déclarant que l'Union devait devenir plus politique et controversée et permettre une communication plus importante de la commission. Wallström est notable pour s'être engagée dans des débats et des actions politiques, elle a été la première commissaire à ouvrir son propre blog.
Cependant leur nature politique peut aussi poser des problèmes en ce qu'ils ont tendance à quitter leur poste lors de la dernière année d'une Commission pour prendre un poste national. Ils cherchent ainsi à partir plus tôt afin d'assurer leur reconversion après la Commission. Après les élections chypriotes, le commissaire Márkos Kyprianoú partit afin de devenir le ministre des Affaires étrangères de Chypre. Le commissaire Franco Frattini fit de même pour les élections italiennes. Sous la commission Prodi, Pedro Solbes partit pour devenir le ministre des finances espagnols, Michel Barnier fit de même pour devenir le ministre français des Affaires étrangères, et Erkki Liikanen partit pour prendre la tête d'une banque à Helsinki. Même le président Romano Prodi commença une campagne lors des élections italiennes avant que son mandat à la tête de la Commission ne prenne fin.

## Lobbying
De nombreux commissaires européens se reconvertissent après leurs mandats en lobbyistes auprès des institutions européennes. Près du tiers des commissaires ayant quitté leurs postes en 2014 ont directement été recrutés pour participer à ce type d'activités, dont des personnalités importantes comme José Manuel Barroso ou Neelie Kroes. Cette porosité entre activité de commissaire européen et lobbyiste peut aussi s'observer dans le sens inverse, comme lors du recrutement avortée de la lobbyiste Fiona Scott Morton.